# Guido van Rijn
Guido van Rijn (11 april 1950) is een Nederlands blues- en gospelhistoricus.

## Biografie
Van Rijn promoveerde in 1995 te Leiden op Roosevelt's Blues: African-American Blues and Gospel Songs on FDR. Twee jaar later werd zijn proefschrift uitgegeven bij The University Press of Mississippi. In 2004 verscheen The Truman and Eisenhower Blues: African-American Blues and Gospel Songs, 1945-1960 bij Continuum. Het derde deel van zijn onderzoek naar de reactie van blues- en gospelzangers op de Amerikaanse politiek verscheen als Kennedy's Blues: African-American Blues and Gospel Songs on JFK bij The University Press of Mississippi in 2007.
De laatste drie delen in deze serie verschenen bij Agram Blues Books: President Johnson's Blues (2009), The Nixon and Ford Blues (2011) en The Carter, Reagan, Bush Sr., Clinton, Bush Jr. & Obama Blues (2012). Deze zes delen worden allemaal begeleid door Agram-cd's met een selectie van de in het boek geanalyseerde songs.
In 1970 was Guido van Rijn medeoprichter van de Nederlandse Blues en Boogie Organisatie (NBBO). In de jaren 70 organiseerde hij een lange reeks van concerten van Amerikaanse bluesartiesten in Nederland, aanvankelijk in Amstelveen, vervolgens in Amsterdam en Groningen, ten slotte culminerend in de vermaarde Utrechtse Blues Estafette.
Samen met Alex van der Tuuk schreef Van Rijn een rijk geïllustreerde, vijfdelige discografie van het vermaarde Paramount-blueslabel, voor Agram Blues Books: New York Recording Laboratories L Matrix Series (2011) New York Recording Laboratories 20000 & Gennett Matrix Series (2012), New York Recording Laboratories Rodeheaver, Marsh & 2000 Series (2013) en NYRL 1100-1999 Matrix Series (2014). Het vijfde en laatste deel, NYRL Matrix Series 1-1099, verscheen in 2015.
Van Rijn schrijft regelmatig in gespecialiseerde bluestijdschriften. Na zijn pensionering in 2015 als leraar Engels aan het Kennemer Lyceum in Overveen blijft hij daar het schoolarchief beheren. In 2020 bestond zijn school honderd jaar. Ter gelegenheid daarvan publiceerde Van Rijn het boek 100 Jaar Kennemer Lyceum: De geschiedenis van een bijzondere school (Haarlem: Loutje, 2020). In 2021 begon Van Rijn aan een serie biografieën van bluesartiesten: The Texas Blues of Smokey Hogg (2021), The St. Louis Blues of Walter Davis (2022), The Naptown Blues of Leroy Carr (2022), The Chicago Blues of Washboard Sam (2023), The Chicago Blues of Jazz Gillum (2023), en The Chicago Blues of Joe and Charlie McCoy (2024). In 2024 publiceerde hij ook een geheel herziene tweede druk van Max Vreede's klassieke discografie Paramount 12000/13000 series uit 1971.
Van Rijn ontving in de Verenigde Staten ARSC-awards (Association for Recorded Sound Collections) voor Roosevelt's Blues (1997) en The Texas Blues of Smokey Hogg (2021). In 2015 kreeg hij een "lifetime achievement" KBA-award (Keeping the Blues Alive) in Memphis, Tennessee in de categorie "historical preservation". In 2013 was hij Bloemendaler van het jaar. In 2024 ontving hij een Lifetime Achievement Award van de Association for Recorded Sound Collections (ARSC). Guido van Rijn is Ridder in de Orde van Oranje-Nassau.